# غرابة (سفينة)

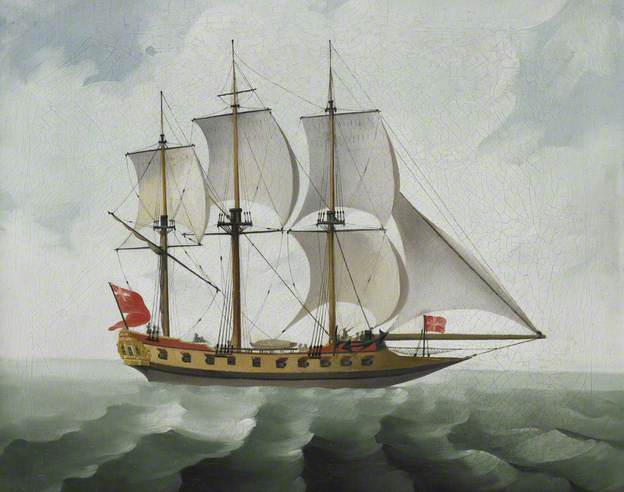
غُرابة بُمباي نحو 1780 من المكتبة البريطانية

الغُرابَة نوع من السفن شاع على ساحل مليبار في القرنين الثامن عشر والتاسع عشر. كانت الغُرابة في الأصل قادسًا لكنها تطورت.